# Tấn Huệ công
Tấn Huệ công (chữ Hán: 晋惠公, cai trị: 650 TCN – 637 TCN), tên thật là Cơ Di Ngô (姬夷吾), là vị vua thứ 22 của nước Tấn - chư hầu nhà Chu trong lịch sử Trung Quốc.

## Thân thế
Tấn Huệ công là con thứ của Tấn Hiến công – vua thứ 19 nước Tấn. Mẹ ông là Hồ Cơ, người nước Địch. Chị gái của Hồ Cơ đã sinh ra Công tử Cơ Trùng Nhĩ (姬重耳), tức Tấn Văn công sau này.

## Trốn tránh tai hoạ
Khi Tấn Hiến công lên ngôi (677 TCN), Di Ngô đã lớn. Trong số con trai của Hiến công, Di Ngô cùng Trùng Nhĩ và Thái tử Thân Sinh là 3 người tài giỏi và đức hạnh nhất.
Năm 672 TCN, Tấn Hiến công sủng ái Ly Cơ và em gái Ly Cơ. Năm 665 TCN, Ly Cơ sinh được con trai là Cơ Hề Tề (姬奚齊). Hiến công muốn phế truất Thân Sinh, lập Hề Tề làm Thái tử. Vì các con Trùng Nhĩ, Di Ngô và Thân Sinh đã lớn mà Hề Tề còn nhỏ nên chưa tiện thay ngôi, Hiến công bèn tính kế đưa con lớn đi trấn thủ ở ngoài, sai Trùng Nhĩ đi trấn thủ thành Bồ gần biến giới phía bắc, sai Thân Sinh trấn thủ đất Khúc Ốc và sai Di Ngô trấn thủ đất Khuất.
Năm 655 TCN, Hiến công nghe lời gièm pha của Ly Cơ, sai người bắt Thân Sinh. Thân Sinh tự vận. Hiến công bèn lập Hề Tề làm Thái tử. Trùng Nhĩ và Di Ngô đang đến Giáng đô thăm cha, cũng bị Ly Cơ gièm pha, đành bỏ chạy về đất trấn thủ là ấp Bồ và ấp Khuất lo cố thủ.
Tấn Hiến công giận hai con lớn bỏ đi vô phép bèn điều quân đánh đất Bồ và đất Khuất. Ban đầu Di Ngô cầm cự được. Nhưng sang năm 654 TCN, đại phu Giả Hoa cầm quân đánh đất Khuất. Không giữ nổi thành, công tử Di Ngô định chạy sang nước Địch, nhưng Ký Nhuế khuyên ông không nên sang, vì Trùng Nhĩ đã chạy sang đó nên quân Tấn sẽ đến đánh lần nữa. Khước Nhuế khuyên ông chạy sang nước Lương ở gần nước Tần, để có thể nhờ cậy nước Tần về nước khi vua cha qua đời. Di Ngô nghe theo, bèn chạy sang nước Lương.
Trong thời gian ở nước Lương, ông lấy vợ, sinh một con trai là Cơ Ngữ và một con gái.

## Về nước làm vua
Năm 651 TCN, Tấn Hiến công mất, ủy thác Hề Tề cho Tuân Tức. Đại phu Lý Khắc chống lại, mang quân giết Hề Tề. Tuân Tức lập Trác Tử (con do em gái Ly Cơ sinh ra). Lý Khắc đánh giết cả Trác Tử và Tuân Tức.
Lý Khắc và đại phu Bì Trịnh bàn nhau đi rước công tử Trùng Nhĩ đang ở đất Địch về nối ngôi. Tuy nhiên khi sứ giả đến nơi, Trùng Nhĩ lại thác cớ từ chối. Lý Khắc nghe tin bèn sai sứ sang nước Lương rước Di Ngô về làm vua. Di Ngô mừng rỡ, hứa hẹn sẽ phong đất Phần Dương cho Lý Khắc.
Thủ hạ của Di Ngô là Lã Sảnh và Ký Nhuế tỏ ra nghi hoặc việc tôn lập Di Ngô, vì trong nước Tấn vẫn còn những người con khác của Hiến công. Do đó Lã Sảnh và Ký Nhuế kiến nghị ông nên mượn uy thế nước Tần mạnh đưa về nước khiến trong nước phải khuất phục. Di Ngô nghe theo, sai Ký Nhuế mang của cải đi biếu Tần Mục công, nhờ vua Tần đưa mình về nước và giao hẹn sẽ cắt đất Hà Tây cho nước Tần.
Tần Mục công lấy chị gái Di Ngô, nhân đó cũng nhận lời giúp ông. Cùng lúc, bá chủ chư hầu là Tề Hoàn công cũng sai đại phu Thấp Bằng mang quân đến hội với quân Tần cùng rước Di Ngô từ nước Lương về nước Tấn. Di Ngô về Giáng đô lên ngôi, tức là Tấn Huệ công.

## Bội ước mất lòng người
Lên ngôi vua, Tấn Huệ công lập người con trai sinh tại nước Lương là Cơ Ngữ làm Thái tử. Ông không có ý định cắt đất cho nước Tần như giao hẹn nữa, bèn sai Bì Trịnh đi sứ nước Tần, nói thác cớ đất Hà Tây là do vua cha mở mang, không dám tự cắt. Đồng thời ông cũng không phong đất Phần Dương cho Lý Khắc.
Biết Lý Khắc trước đây từng có ý định lập công tử Trùng Nhĩ, Tấn Huệ công lại truất binh quyền của Lý Khắc.
Tháng 4 năm 650 TCN, Tấn Huệ công sợ Lý Khắc sẽ liên kết với Trùng Nhĩ chống lại mình, bèn sai người đến lệnh cho Lý Khắc phải tự sát, với lý do ông đã từng giết hai vua Tấn là Hề Tề và Trác Tử. Lý Khắc biết rõ Tấn Huệ công muốn mượn cớ hại mình nhưng không chống lại được, phải dùng kiếm tự sát.
Bì Trịnh là người cùng cánh với Lý Khắc, vì đang đi sứ nước Tần chưa về nên thoát nạn. Nghe tin Lý Khắc bị giết, Bì Trịnh quay lại nói với Tần Mục công, đề nghị cho mình về Tấn để chia rẽ vua Tấn với các thủ hạ tin cẩn là Ký Nhuế, Khước Xứng và Lã Sảnh để lật đổ Huệ công mà lập Trùng Nhĩ. Tần Mục công đồng tình, sai người đi cùng Bì Trịnh về Tấn, dùng vàng bạc hối lộ ba người. Ba người thấy quà biếu quá hậu và lời lẽ quá khẩn thiết, biết ý định của Bì Trịnh muốn chia rẽ nhằm lật đổ Huệ công, bèn cùng nhau giết chết Bì Trịnh và 7 đại phu cùng cánh với Lý Khắc.
Vì Tấn Huệ công bội ước với nước Tần và giết các đại phu nên người trong nước thất vọng về vua mới.

## Chiến tranh với nước Tần
Năm 647 TCN, nước Tấn mất mùa, xin mua thóc của nước Tần. Nhiều người khuyên Tần Mục công không nên giúp nhưng vua Tần bằng lòng giúp vì chỉ ghét Huệ công chứ không ghét dân Tấn, do đó sai người chuyển thóc từ đất Ung đến Giáng đô bán cho nước Tấn.
Sang năm 646 TCN, đến lượt nước Tần bị mất mùa, xin mua thóc của nước Tấn. Tấn Huệ công không nghe lời khuyên của Khánh Trịnh nên trả ơn nước Tần mà nghe theo lời của Quắc Xạ, không những không bán thóc mà còn khởi binh đánh Tần để nhân Tần bị đói mà diệt Tần.
Tần Mục công mang quân ra đón đánh. Hai bên đối trận ở đất Hàn Nguyên vào tháng 9 năm 646 TCN. Xe của Tấn Huệ công bị sa lầy. Quân Tấn bị quân Tần đánh bại. Tấn Huệ công bị Tần Mục công bắt sống.
Tần Mục công muốn giết Tấn Huệ công, nhưng chị Huệ công là vợ Mục công đứng ra xin tha mạng cho em. Tần Mục công bèn thả Tấn Huệ công, bắt phải ăn thề ở Vương Thành và cho về. Tấn Huệ công xấu hổ với người trong nước, định sai người về lập con là Thái tử Ngữ làm vua Tấn. Do Lã Sảnh trấn an, ông mới trở về nước.

## Cuối đời
Tháng 8 năm 645 TCN, Tấn Huệ công cho Thái tử Ngữ sang làm con tin nước Tần, được Tần Mục công gả con gái cho.
Năm 644 TCN, Tấn Huệ công biết mình mất uy tín, lo Trùng Nhĩ sẽ về nước tranh ngôi, nên sai Bột Đề đi sang đất Địch ám sát Trùng Nhĩ. Trùng Nhĩ được tin báo bèn bỏ chạy sang nước Tề nương nhờ Tề Hoàn công.
Năm 638 TCN, Tấn Huệ công ốm nặng. Thái tử Ngữ lo lắng, bèn bàn với vợ và một mình bỏ trốn về nước Tấn.
Tháng 9 năm 637 TCN, Tấn Huệ công qua đời. Ông ở ngôi được 14 năm, không rõ bao nhiêu tuổi. Ông được chôn cất vào tháng 11 cùng năm. Thái tử Ngữ lên nối ngôi, tức là Tấn Hoài công.